# Marilène Gill
Pour les articles homonymes, voir Gill.
Marilène Gill, née le 9 mars 1977 à Sorel (Québec), est une enseignante, poétesse, syndicaliste et femme politique canadienne. Elle est députée de la circonscription de Manicouagan à la Chambre des communes pour le Bloc québécois depuis les élections fédérales de 2015.

## Biographie
Marilène Gill naît le 9 mars 1977 à Sorel en Montérégie. En 2004, elle complète une maîtrise en études littéraires de l'Université du Québec à Trois-Rivières.
Depuis 2003, Marilène Gill enseigne la littérature au collégial, au Cégep de Trois-Rivières, au Cégep de Chicoutimi et, depuis 2008, au Cégep de Baie-Comeau. Elle a aussi été syndicaliste, agente de développement et coordonnatrice de la table de concertation en condition féminine de la Côte-Nord. 
Elle a été co-directrice littéraire, avec l’auteur Mario Brassard, aux Éditions Trois-Pistoles, pour la collection La Saberdache, qui avait pour but de donner à lire des œuvres québécoises écrites entre la Conquête et 1900. Elle est aussi auteure, ayant publié deux recueils de poésie aux éditions Les Herbes rouges.

### Vie privée
Elle est mère de trois enfants : Loïc, Charlotte et Ulysse. Ce dernier est le fils de Xavier Barsalou-Duval, collègue député bloquiste, rencontré au cours de l’élection de 2015. Il s'agit du premier enfant d'un couple de députés de la Chambre des communes à naître au cours du mandat de ses deux parents. La relation a pris fin en juin 2021.

### Carrière politique
De 2006 à 2008, Marilène Gill est attachée politique de Michel Guimond, député du Bloc québécois de 1993 à 2011.
Lors de l'élection fédérale canadienne du 19 octobre 2015, elle est candidate du Bloc québécois dans la circonscription électorale de Manicouagan et elle est élue députée, obtenant 41,2 % des votes exprimés. Durant son premier mandat, elle est porte-parole de son parti en matière de Pêches et Océans, d'Affaires indiennes et du Nord canadien ainsi que de Ressources naturelles. Elle est également whip de son parti de mars 2017 à août 2018. Lorsqu'une crise éclate au Bloc québécois en mars 2018, elle est une des trois députés qui restent fidèles à la cheffe Martine Ouellet. Elle devient alors leader en chambre du Bloc, et ce jusqu'au mois d'août suivant. 
Lors des élections de 2019, elle est réélue avec 54 % des voix. Au cours de ce second mandat, elle est porte-parole en matière de Pêches et Océans ainsi que d'Emploi et Développement social tout en étant whip adjointe de son parti. 
Lors de l'élection de 2021, elle est réélue une deuxième fois, à nouveau avec 52.5 % des voix. Elle demeure whip adjointe de sa formation politique et devient porte-parole en matière d’Affaires autochtones et du Nord. 

### Résultats électoraux
|       | Candidat                           | Parti          | # de voix | % des voix |
|       | Yvon Boudreau                      | Conservateur   | +04 317,  | 10,27 %    |
|       | Marilène Gill                      | Bloc québécois | +17 338,  | 41,25 %    |
|       | Mario Tremblay                     | Libéral        | +12 343,  | 29,37 %    |
|       | (sortant) Jonathan Genest-Jourdain | NPD            | +07 359,  | 17,51 %    |
|       | Nathan Grills                      | Vert           | +00673,   | 1,6 %      |
| Total | Total                              | Total          | 42 030    | 100 %      |